# Toxoniella
Toxoniella – rodzaj pająków z rodziny obniżowatych (Liocranidae). Obejmuje pięć opisanych gatunków. Osiągają od 3,2 do 8,4 mm długości ciała. Wszystkie są endemitami Kenii. Spotykane są na wysokości od 400 do 3000 m n.p.m. Zasiedlają ściółkę w lasach górskich i bambusowych zagajnikach.

## Morfologia

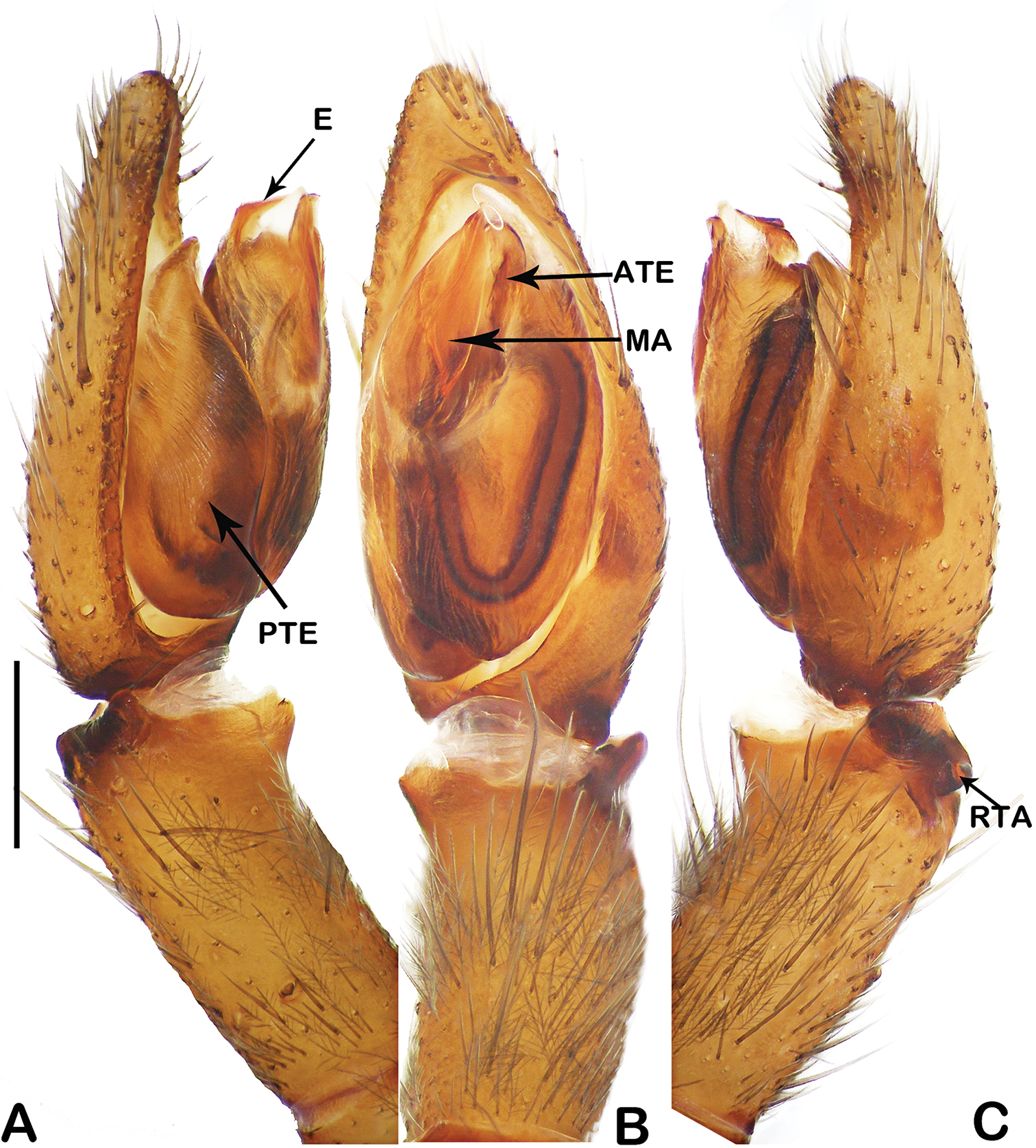
Bulbus samca Toxoniella waruii. RTA: apofiza retrolateralna, MA: apofiza medialna, ATE: przedni wyrostek tegularny, PTE: tylny wyrostek tegularny, E: embolus

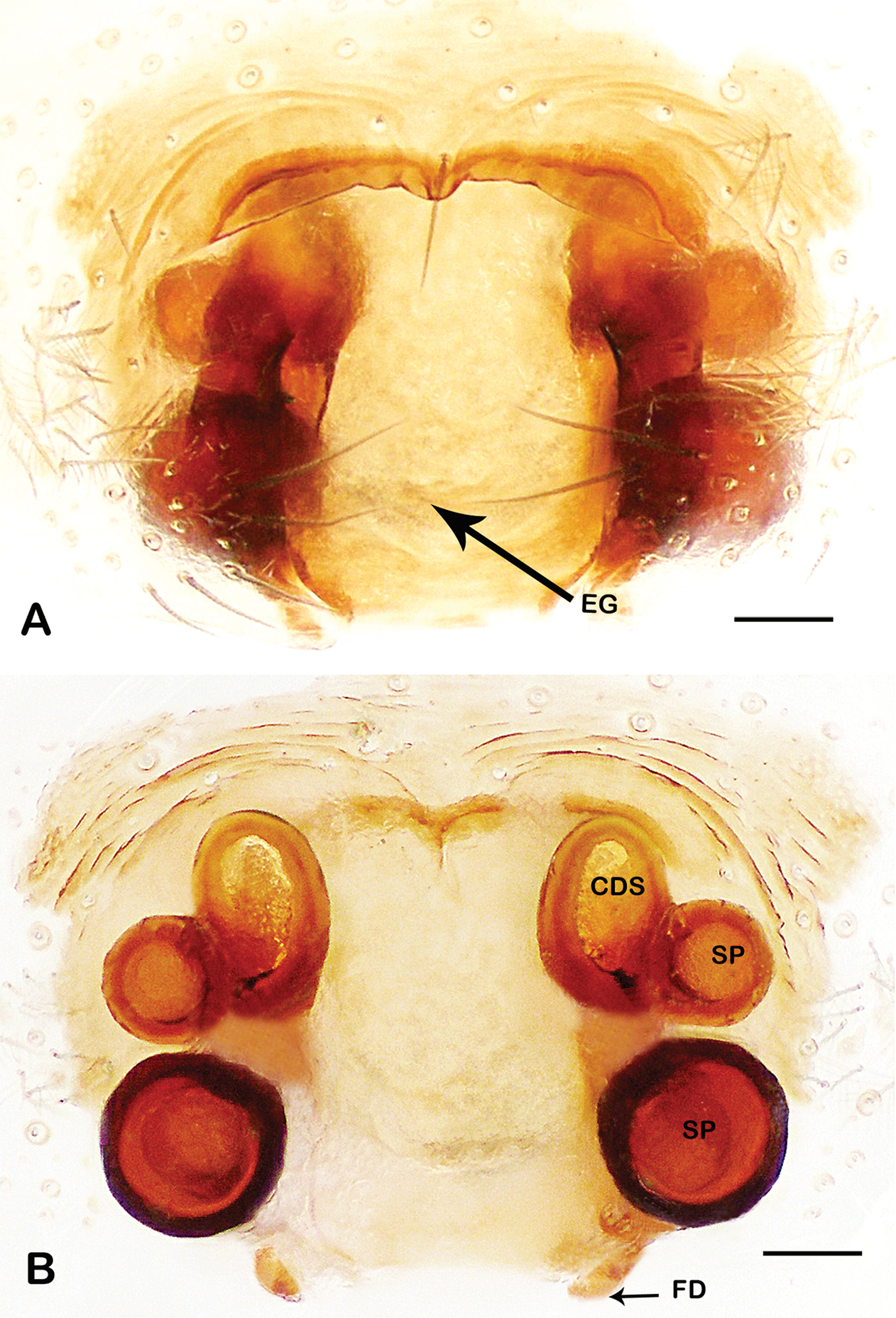
Genitalia samicy Toxoniella tharaka. EG: płytka płciowa, CDS: cul de sacs, SP: spermateka

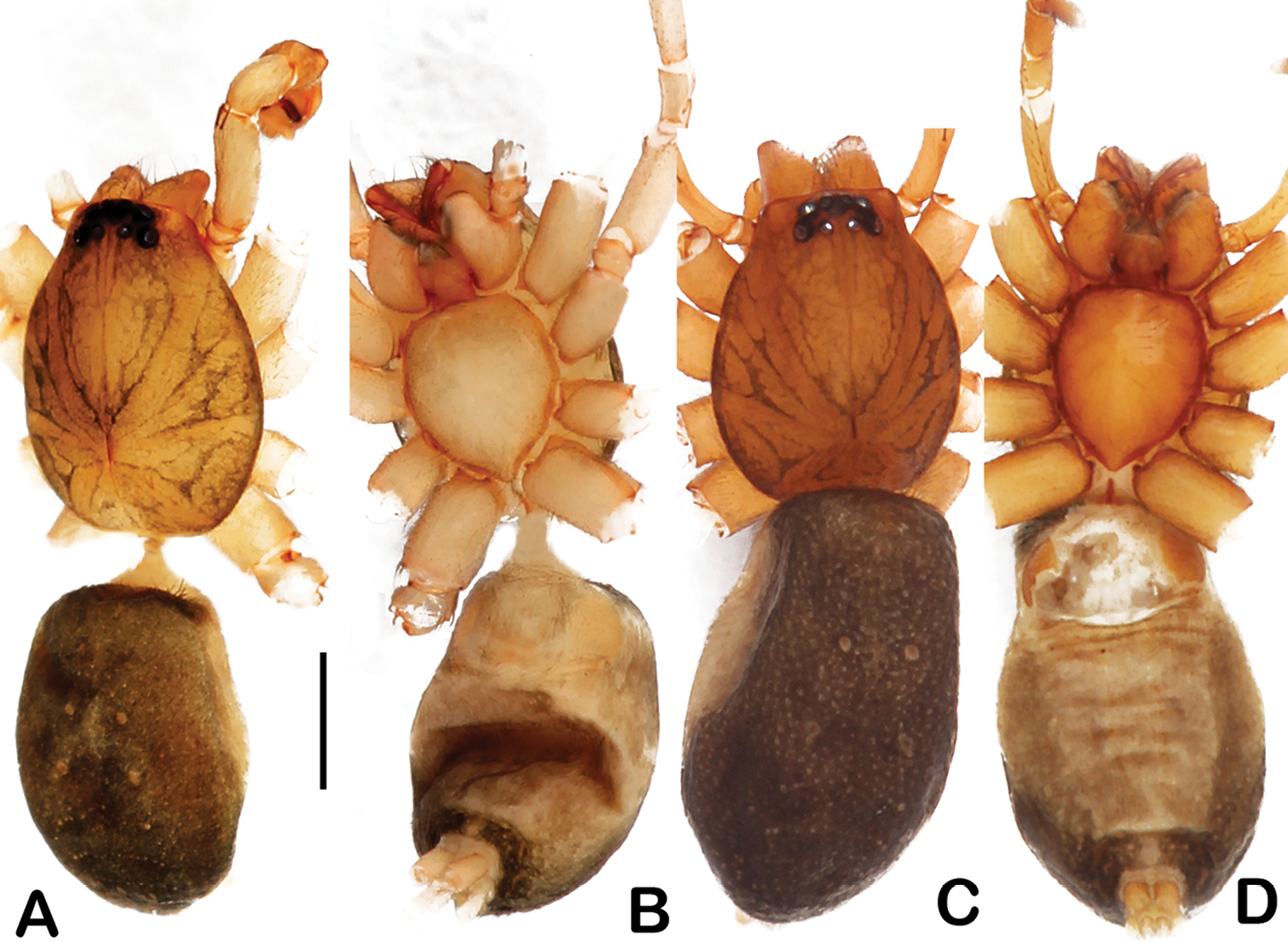
Toxoniella nyeri. A, B – samiec; C, D – samica

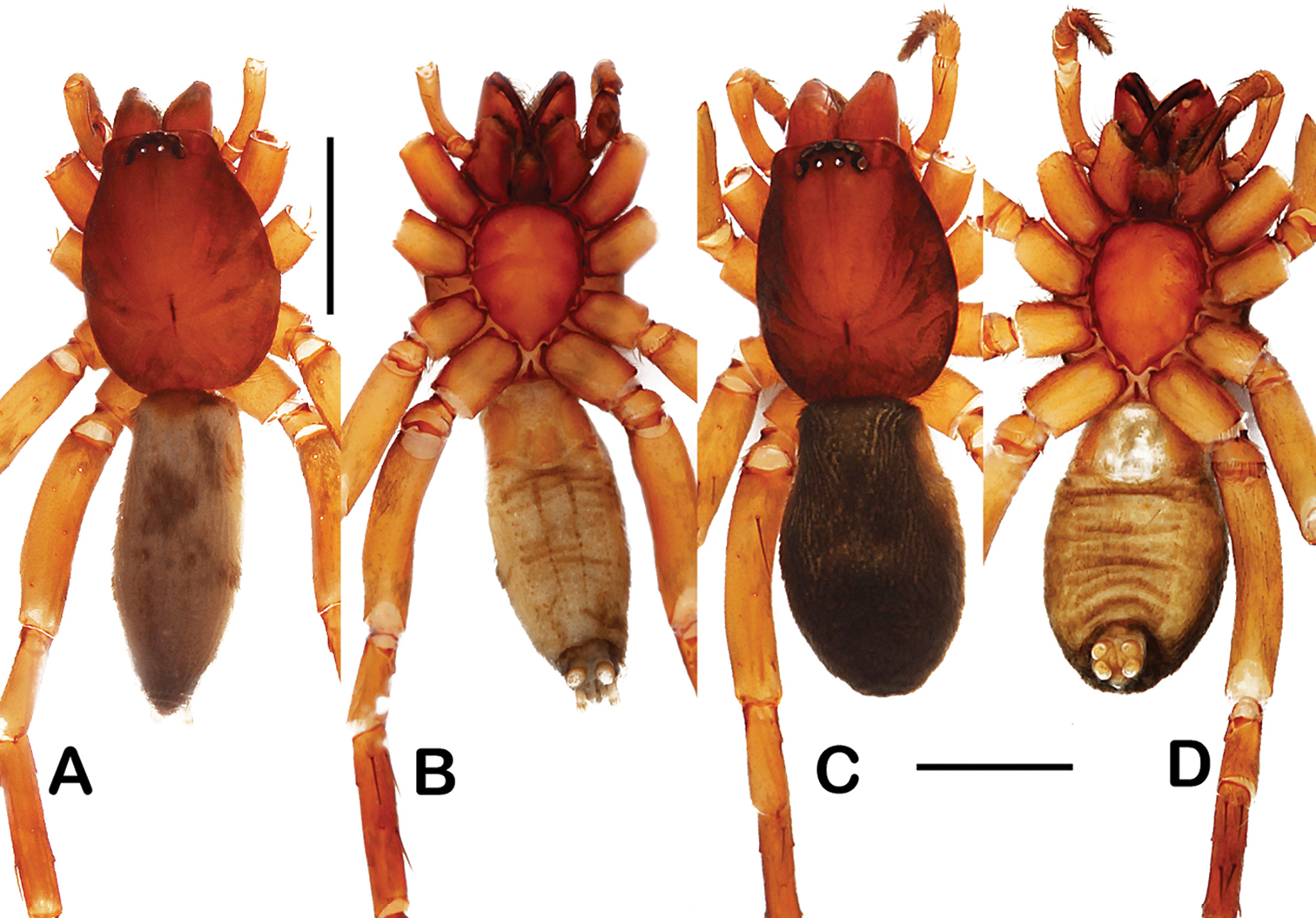
Toxoniella waruii. A, B – samiec; C, D – samica

Samce osiągają od 3,2 do 7,4 mm długości ciała przy karapaksie długości od 1,6 do 3,4 mm i szerokości od 1,2 do 2,5 mm, samice zaś osiągają od 3,2 do 8,4 mm długości ciała przy karapaksie długości od 1,6 do 3,4 mm i szerokości od 1,2 do 2,6 mm.
Karapaks jest owalny, najszerszy między biodrami drugiej i trzeciej pary, z przodu o szerokości wynoszącej około ⅔ szerokości największej, w widoku bocznym płaski, o części głowowej wyższej niż tułowiowa i najwyższej tuż za tylnymi oczami. Ubarwienie karapaksu jest głównie żółtawobrązowe do pomarańczowobrązowego. Oczy pary przednio-środkowej leżą bardziej z przodu niż przednio-bocznej, a pary tylno-środkowej bardziej z przodu niż tylno-bocznej. Oczy pary tylno-środkowej są małe i owalne, pozostałych par zaś prawie okrągłe i mniej więcej jednakowo duże. Nadustek jest dość niski, o wysokości co najwyżej nieco większej niż średnica oczu przednio-bocznych. W przeciwieństwie do innych obniżowatych szczękoczułki mają więcej niż dwa zęby na krawędziach tylnych i pozbawione są kępek krzaczastych włosków przed nasadami pazurów jadowych. Warga dolna jest dłuższa niż szeroka. Dość dużą szerokość i wyraźne serrule mają szczęki. Skąpo porośnięte szczecinkami sternum jest tarczowate lub sercowate, wąsko oddzielające biodra ostatniej pary.
Kolejność par odnóży od najdłuższej do najkrótszej to: IV, I, II, III. Nie występują na nich skopule ani właściwe przypazurkowe kępki włosków. Odnóża par pierwszej i drugiej mają mniej kolców niż te par trzeciej i czwartej. Nadstopia przedostatniej i ostatniej pary zaopatrzone są w słabo rozwinięte grzebienie do wyczesywania. Stopy mają od dwa szeregi blaszkowatych szczecinek do sześciu sztuk każdy, umieszczone pod wyposażonymi w od trzech do siedmiu ząbków pazurkami.
Opistosoma (odwłok) jest owalna, pozbawiona skutum, z wierzchu głównie szara, od spodu zaś bladożółta, żółtawobrązowa lub szarawa. Dwie pary sigilla występują na jej stronie grzbietowej, a jedna na bokach. Obecnych jest sześć kądziołków przędnych o dobrze rozwiniętych, ale niepowiększonych gruczołach przędnych gruszkowatych u samicy oraz o powiększonych gruczołach przędnych gruszkowatych u samca. U samicy para przednio-boczna jest nieco stożkowata i zaopatrzona w subdystalny zesklerotyzowany pierścień, a para tylno-środkowa jest ściśnięta bocznie. U samca para przednio-boczna jest walcowata.
Nogogłaszczki samca mają dystalny kolec na krawędzi rzepki, prostej budowy apofyzę medialną i prostej budowy błoniasty konduktor. Genitalia samicy mają wykształcony przedni kapturek epigynalny, szeroką i pojedynczą przednią krawędź płytki płciowej, przednio umieszczone otwory kopulacyjne, krótkie przewody wprowadzające, przednio umieszczone cul de sacs oraz dwie pary dobrze odseparowanych, kulistych spermatek.

## Ekologia i występowanie
Pająki te znajdywane są na rzędnych od 400 do 3000 m n.p.m. Zasiedlają ściółkę w lasach górskich, także tych silnie pofragmentowanych, oraz bambusowych zagajnikach.
Rodzaj afrotropikalny, endemiczny dla Kenii. Znane stanowiska ograniczają się do Parku Narodowego Góry Kenii, Parku Narodowego Jeziora Nakuru oraz pasma Taita Hills.

## Taksonomia
Takson ten wprowadzony został w 2002 roku  przez Charlesa Warui i Rudy’ego Jocqué’a na łamach „Journal of Arachnology”. Nadana nazwa pochodzi od greckiego τόξον (toxon), oznaczającego „łuk”, i nawiązuje do występowania rodzaju w Eastern Arc Mountains (dosł. „Góry Łuku Wschodniego”). Autorzy ci opisali dwa jego gatunki, typowym wyznaczając T. taitensis. W 2021 roku trzy kolejne gatunki Toxoniella opisane zostały przez Dancuna A. Oketcha i Li Shuqianga.
Warui i Jocqué sklasyfikowali rodzaj jako przedstawiciela rodziny Gallieniellidae. W 2013 roku Jan Bosselaers i Rudy Jocqué przenieśli go do podrodziny Cybaeodinae w obrębie obniżowatych. Według przeprowadzonej przez nich analizy filogenetycznej Toxoniella zajmuje pozycję bazalną względem kladu obejmującego wszystkie Cybaeodinae z wyjątkiem Cybaeodes (ten jawi się jako najbardziej bazalny w podrodzinie).
Do rodzaju tego należy 5 opisanych gatunków:
- Toxoniella nyeri Oketch & Li, 2021
- Toxoniella rogoae Warui & Jocqué, 2002
- Toxoniella taitensis Warui & Jocqué, 2002
- Toxoniella tharaka Oketch & Li, 2021
- Toxoniella waruii Oketch & Li, 2021